# Antonio da Tempo
Antonio da Tempo (Padova, ... – 1339) è stato un poeta appartenente al gruppo dei rimatori padovani in lingua volgare del primo Trecento.

## Biografia
Appartenente ad una famiglia ghibellina di parte scaligera, venne esiliato negli anni 1313-14 e, dopo aver soggiornato a Venezia, ritornò nella sua città natale nel 1321. Il suo nome risulta ancora nell'elenco dei giudici nell'anno 1337 e la sua firma si trova su un documento vicentino del 1339.
Conosciuto per le sue rime di corrispondenza con alcuni poeti del suo tempo, come Andrea da Tribano, Andrea Zamboni, Jacopo Flabiano, Matteo Correggiaio e Albertino Mussato, che denotano la conoscenza e anche la preferenza per Guittone d'Arezzo e Cino da Pistoia, deve la sua fama al Summa Artis Rithimici Vulgaris Dictaminis, un trattato di metrica volgare dove egli stesso compone gli esempi per spiegare in che cosa consistano il sonetto, la ballata, la canzone, il rotundellus, il madrigale, il serventese e il motus confectus.
Il trattato, che risale al 1332, riporta la dedica ad Alberto della Scala e vuole essere un testo esemplificativo rivolto ai rimatori meno colti dell'epoca. La sua fortuna si ebbe in seguito alla traduzione in lingua volgare da parte di Gidino di Sommacampagna.